# مهدي رباني
مهدي رباني (الفارسية: مهدی ربانی؛ توفي في 13 يونيو 2025) هو قائد عسكري، وعميدًا إيرانيًا في الحرس الثوريـ من عام 2016 حتى وفاته خلال الضربات الإسرائيلية على إيران في يونيو 2025، شغل منصب نائب رئيس العمليات في هيئة الأركان العامة للقوات المسلحة للجمهورية الإسلامية الإيرانية.

## حياة مهنية
بدأ مهدي رباني مسيرته العسكرية خلال الحرب الإيرانية العراقية عضواً في الحرس الثوري الإيراني. من منتصف تسعينيات القرن العشرين وحتى عام 2001، تولى قيادة قاعدة النجف الأشرف. ثم كان قائداً لقاعدة ثامن الأئمة من عام 2001 إلى عام 2004، وكان يقود أيضًا فرقة النصر الخامسة ويعمل قائداً كبيراً للحرس الثوري في مقاطعة خراسان.
بين عامي 2005 و2012، شغل منصب نائب قائد مقر ثار الله، ومن عام 2011 إلى عام 2016، كان نائبًا للعمليات في الحرس الثوري. من سبتمبر 2016 حتى يونيو 2025، كان نائبًا للعمليات في هيئة الأركان العامة للقوات المسلحة للجمهورية الإسلامية الإيرانية.